# 余嘉錫
余 嘉錫（よ かしゃく）は、清末民初の歴史学者、文献学者である。字は季予、号は狷庵。

## 経歴
父の余嵩慶は1876年（光緒2年）の進士で、嘉錫はその四男として、1884年（光緒10年）、河南省商丘県に生まれた。
嘉錫は、幼年より五経や四史（『史記』『漢書』『後漢書』『三国志』）『楚辞』･『文選』等の勉学に励み、14歳の時には『孔子弟子年表』を作り、15歳で『呉越春秋』に注した。16歳の時、張之洞著『書目答問』を読み、同著の『輶軒語』を読むに及んで、『四庫全書総目提要』を知り、翌年、父によって「四庫提要」を買い与えられた。その後、50年余にわたり、本書の考証を継続し、『四庫提要弁証』を撰した。
1901年（光緒27年）に挙人に選ばれた。その際の考査官は、『新元史』の撰者である柯劭忞であった。一時、北京に上るも、父の喪に服するため、帰郷して故郷の中学・師範学堂で教えた。
辛亥革命以後、自ら狷庵と号した。後に再度上京し、柯劭忞の紹介によって、清史館総裁趙爾巽教授のもとで『清史稿』を校閲した。1927年には、夫人の陳福彩が死没し、嘉錫自ら墓表を作り、二度と再婚しなかった。
1931年、創設後まだ間のない輔仁大学に教授（国文系主任）として招聘され、陳垣と邂逅した。
1942年冬、輔仁大学の文学院院長に就任した。1948年には中央研究院の院士に選ばれた。が、翌1949年、その文章が「封建的」であると政府から非難を受け、解任された。1952年、脳溢血で倒れ、1955年に没した。北京市阜城門外の西黄村福田公墓に葬られた。
嘉錫は、自著に署名する時、「武陵余嘉錫」と記している。これは、出生地である常徳県の古地名を用いたものである。また、張起鈞によれば、嘉錫が人前で笑うことは、黄河が澄む程に稀である、と例えられたほど、狷介な人柄であり、阿諛追従を極度に嫌悪し、時局に迎合するのを好まなかったという。

## 著書
- 『四庫提要弁証』（1958年）
- 『目録学発微』（1963年）
- 『世説新語箋疏』（1983年）
- 『古書通例』（1985年）
- 『漢書芸文志索隠』（2007年）
- 『元和姓纂校補』

## 伝記資料
- 牟潤孫「学兼漢宋余季予先生」（『海遺雑著』中文大学出版社、1990年）
- 周祖謨･余淑宜「余嘉錫先生伝略」（『余嘉錫文史論集』岳麓書社、1997年）